# Neocomatella pulchella
Neocomatella pulchella är en sjöliljeart. Neocomatella pulchella ingår i släktet Neocomatella och familjen Comasteridae. Inga underarter finns listade i Catalogue of Life.